# 人民黨 (亞美尼亞)
人民黨（羅馬化：Zhoghovrdakan Kusaktsutyun）是亞美尼亞的一個政黨，成立於1995年。人民黨目前總共有14520名黨員。

## 歷史
人民黨參加了1995年亞美尼亞議會選舉，僅獲得0.9%的選票。 
在2007年亞美尼亞議會選舉中，人民黨獲得2.74%的選票，但未能在亞美尼亞國民議會中獲得任何席位。
該黨在2008年亞美尼亞總統選舉中提名提格·卡拉培帝安作為其候選人。他排在第六位，獲得0.60%的選票。 
2012年亞美尼亞議會選舉前，人民黨領袖蒂格蘭·卡拉佩蒂安聲稱他的政黨將贏得席位，然而，該黨在選舉後僅獲得0.58%的選票。
人民黨最初宣布有意參加2017年亞美尼亞議會選舉，但最終沒有參加。
人民黨未參加2018年亞美尼亞議會選舉。 
人民黨的原領導人蒂格蘭·卡拉佩蒂安於2021年10月21日去世。

## 意識形態
人民黨主張亞美尼亞應與美國及歐盟和獨立國家國協之成員國建立更密切的關係。
2014年7月，蒂格蘭·卡拉佩蒂安在接受採訪時表示，他反對亞美尼亞加入歐亞經濟聯盟。